# Porotrichum expansum
Porotrichum expansum är en bladmossart som beskrevs av Mitten 1869. Porotrichum expansum ingår i släktet Porotrichum och familjen Neckeraceae. Inga underarter finns listade i Catalogue of Life.